# Lijst van voetbalinterlands Belize - El Salvador
Deze lijst van voetbalinterlands is een overzicht van alle officiële voetbalwedstrijden tussen de nationale teams van Belize en El Salvador. De Midden-Amerikaanse landen speelden tot op heden tien keer tegen elkaar. De eerste ontmoeting, een groepswedstrijd tijdens de UNCAF Nations Cup 1995, werd gespeeld op 29 november 1995 in San Salvador. Het laatste duel, een wedstrijd tijdens de Copa Centroamericana 2017, vond plaats in Panama-Stad (Panama) op 17 januari 2017.

## Wedstrijden
| №  | Datum            | Plaats            | Competitie                | Wedstrijd            | Uitslag |
| -- | ---------------- | ----------------- | ------------------------- | -------------------- | ------- |
| 1  | San Salvador     | 29 november 1995  | UNCAF Nations Cup 1995    | El Salvador – Belize | 3 – 0   |
| 2  | San Salvador     | 5 maart 2000      | WK 2002 kwalificatie      | El Salvador – Belize | 5 – 0   |
| 3  | Orange Walk Town | 16 april 2000     | WK 2002 kwalificatie      | Belize – El Salvador | 1 – 3   |
| 4  | San Salvador     | 8 februari 2007   | UNCAF Nations Cup 2007    | El Salvador – Belize | 2 – 1   |
| 5  | San Ignacio      | 22 januari 2008   | Vriendschappelijk         | Belize – El Salvador | 0 – 1   |
| 6  | Tegucigalpa      | 24 januari 2009   | UNCAF Nations Cup 2009    | Belize – El Salvador | 1 – 4   |
| 7  | Panama-Stad      | 16 januari 2011   | Copa Centroamericana 2011 | Belize – El Salvador | 2 – 5   |
| 8  | San José         | 27 januari 2013   | Copa Centroamericana 2013 | El Salvador – Belize | 1 – 0   |
| 9  | Houston          | 10 september 2014 | Copa Centroamericana 2014 | Belize − El Salvador | 0 − 2   |
| 10 | Panama-Stad      | 17 januari 2017   | Copa Centroamericana 2017 | El Salvador − Belize | 3 − 1   |

## Samenvatting
| Competitie           | Totaal gespeeld | Winst Belize | Gelijk | Winst El Salvador | Doelsaldo Belize – El Salvador |
| -------------------- | --------------- | ------------ | ------ | ----------------- | ------------------------------ |
| WK-kwalificatie      | 2               | 0            | 0      | 2                 | 1 − 8                          |
| Copa Centroamericana | 7               | 0            | 0      | 7                 | 5 − 20                         |
| Vriendschappelijk    | 1               | 0            | 0      | 1                 | 0 − 1                          |
| Totaal               | 10              | 0            | 0      | 10                | 6 − 29                         |

Wedstrijden bepaald door strafschoppen worden, in lijn met de FIFA, als een gelijkspel gerekend.

## Details

### Eerste ontmoeting
| El Salvador                                                            | 3 – 0 | Belize |
| Mauricio Cienfuegos 55' Guillermo Rivera 58' (pen.) Raúl Díaz Arce 76' | goals |        |

### Tweede ontmoeting
| El Salvador                                                                                        | 5 – 0 | Belize |
| Roberto Martínez 14' Jorge Rodríguez 31' Raúl Díaz Arce 69' Ronald Cerritos 79' William Torres 81' | goals |        |

### Derde ontmoeting
| Belize           | 1 – 3 | El Salvador                                              |
| Norman Núñez 66' | goals | 6' Raúl Díaz Arce 51' Elmer Martínez 64' Jorge Rodríguez |

### Vierde ontmoeting
| El Salvador                          | 2 – 1 | Belize              |
| Juan Díaz 25' Eliseo Quintanilla 55' | goals | 64' Deris Benavides |

### Vijfde ontmoeting
| Belize | 0 – 1 | El Salvador         |
|        | goals | 22' Alfredo Pacheco |

### Zesde ontmoeting
| Belize           | 1 – 4 | El Salvador                                                                              |
| Jeromy James 73' | goals | 11' (pen.) Alfredo Pacheco 30' (pen.) Alfredo Pacheco 75' Ramón Sánchez 88' Carlos Ayala |

### Zevende ontmoeting
| El Salvador                                                                           | 5 – 2 | Belize                                       |
| Osael Romero 15' Rafael Burgos 24' Rafael Burgos 46' Jaime Alas 54' Deris Umanzor 59' | goals | 45+1' (pen.) Elroy Smith 76' Orlando Jimenez |

### Achtste ontmoeting
| Belize | 0 – 1 | El Salvador        |
|        | goals | 50' Nelson Bonilla |